# 2111-es mellékút (Magyarország)
A 2111-es számú mellékút egy négy számjegyű, bő 13 kilométer hosszú mellékút, Pest vármegye északkeleti és Heves vármegye délnyugati szélén lévő településeket köt össze.

## Nyomvonala
A 2109-es útból ágazik ki, annak 11+900-as kilométer-szelvénye előtt, Verseg központjában, nagyjából kelet felé. Kezdeti szakaszán a 2109-es által addig követett irányba halad.
Nem sokkal 1,2 kilométer megtétele után átlép Heves vármegyébe, ahol Nagykökényes az első települése. Ott beletorkollik kevéssel a 2. kilométere előtt a 21 152-es út Kálló-Erdőtarcsa felől, majd kiágazik belőle, néhány méterrel a harmadik kilométere után a 2132-es út, északi irányba (amely Zagyvaszántóval köti össze a községet), ezután a 2111-es délnek fordul. 6 kilométer után lép át Heréd területére, melynek központját valamivel a 7+500-as kilométer-szelvénye előtt éri el, ott kiágazik belőle a 2133-as út, északkelet felé. Ez Lőrinci központjában ér véget.
A folytatásban Kerekharaszt közigazgatási határát lépi át, de a településnek csak a külterületén halad, majd 9,5 kilométer után éles töréssel kelet-délkelet felé fordul; ott torkollik bele a 2134-es út, amely a 3-as főútból ágazik ki, majd a település belterületéről vezet idáig. A 2111-es által addig követett déli irányt ez az út követi, csak épp ellentétes a kilométer-számozásának az iránya. Az út 11 kilométer előtt lép át Hatvan területére, egy darabig Kerekharaszt és Hatvan határvonalán halad, majd teljesen hatvani területre ér. Áthalad az M3-as autópálya felett (csomópont nélkül keresztezi a sztrádát), majd beér Hatvan házai közé. Települési neve ezen a szakaszon Bercsényi utca.
Az országos közutak térképes nyilvántartását szolgáló kira.gov.hu adatbázisa szerint a 13,255-ös kilométer-szelvényénél ér véget, a 21-es főútba torkollva, a város újhatvani részén, nagyjából annak 0+500-as szelvényénél.